# I wonder (album van Jack Jersey)

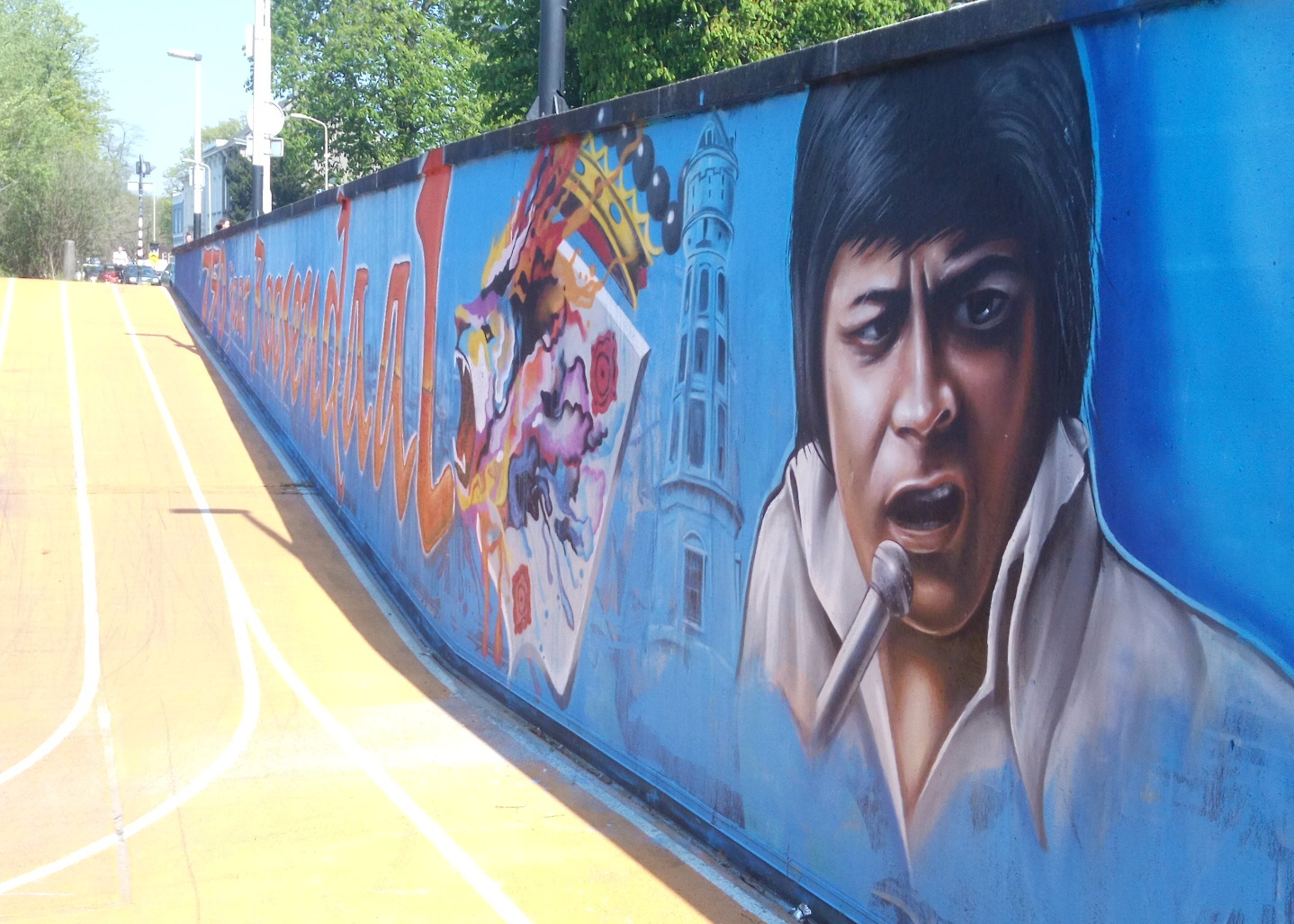
Afbeelding van de hoes die gebruikt is voor de muurschildering tijdens 750 jaar Roosendaal op de Kadetunnel, 2018

I wonder is een muziekalbum van Jack Jersey & The Jordanaires uit 1975. Hij nam het album op in Nashville. De Amerikaanse versie kwam daar op de markt als Honky tonk man.
Het album stond 8 weken in de LP Top 20 en bereikte nummer 3 als hoogste notering. In de lijst van Veronica stond het 7 weken. Het werd bekroond met goud.

## Nummers
| Nr. | naam                      | schrijver                                        | duur |
| --- | ------------------------- | ------------------------------------------------ | ---- |
| A1  | Rub-it in                 | Layng Martine jr.                                | 2:00 |
| A2  | I wonder                  | Jack de Nijs en Jacques Verburgt en Jack de Nijs | 2:33 |
| A3  | Mary Lee                  | Jack de Nijs en Jacques Verburgt                 | 2:38 |
| A4  | I'll miss you             | Jack de Nijs en H. Vermout                       | 3:30 |
| A5  | Stay 'till tomorrow       | Jack de Nijs en K. Naar                          | 2:47 |
| A6  | 'Till the end of time     | Jacques Verburgt en Jack de Nijs                 | 2:52 |
| B1  | One day at a time         | Kris Kristofferson en Marijohn Wilkin            | 3:50 |
| B2  | Honky tonk man            | Howard Hausey, Johnny Horton en Tillman Franks   | 2:39 |
| B3  | I'll hold your hand       | Jack de Nijs en H. Vermout                       | 3:26 |
| B4  | In the still of the night | Jack de Nijs en H. Haast                         | 2:27 |
| B5  | Pappa was a poor man      | Jack de Nijs en H. Haast                         | 2:34 |
| B6  | Baby can't you feel it    | Jimmie Peters                                    | 3:17 |